# Eugyra millimetra
Eugyra millimetra är en sjöpungsart som beskrevs av Kott 1985. Eugyra millimetra ingår i släktet Eugyra och familjen kulsjöpungar. Inga underarter finns listade i Catalogue of Life.